# Catedral de San Marcos (Korčula)
La Catedral de San Marcos o simplemente Antigua Catedral de Korčula (en croata: Katedrala sv. Marka) es el nombre que recibe un edificio religioso de la Iglesia católica en Korčula parte del país europeo de Croacia. Fue la catedral de la diócesis de Curzola y pertenece a la diócesis de Dubrovnik.
Fue construida por maestros locales desde el siglo XV hasta mediados del siglo XVI. Se encuentra en la vanguardia de la ciudad, en la parte superior de la península.  En 1557, un órgano se colocó en la catedral. Jacopo Tintoretto pintó el retablo de la catedral de Korčula. El portal es obra del maestro Bonino de Milán. Un nuevo órgano fue construido en el 1787 por Don Vinko Klisevic.  En los tiempos modernos se decoró la catedral con una estatua de bronce de Jesucristo, la obra del escultor croata Frane Krsinica. La estatua se encuentra en el baptisterio.

## Véase también

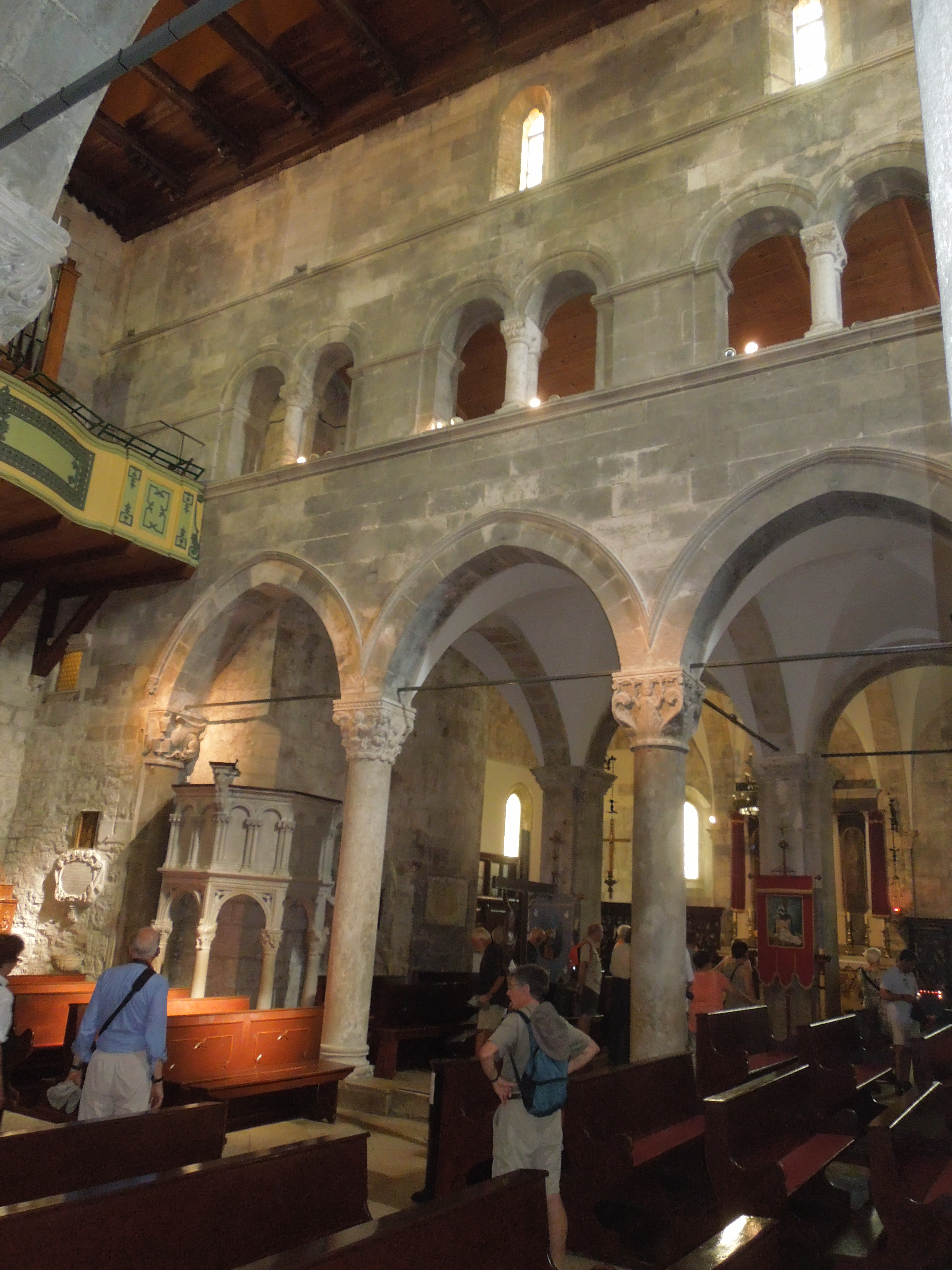
Vista interna